# Dochters van Onze Lieve Vrouw van het Heilig Hart

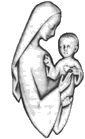
Afbeelding van Onze Lieve Vrouw zoals deze op de medaille staat die door de Zusters van deze congregatie wordt gedragen.

De Dochters van Onze Lieve Vrouw van het Heilig Hart (Latijn: Filia Dominae Nostrae a Sacro Corde; afgekort: FDNSC) is een congregatie binnen de Rooms-Katholieke Kerk en werd in 1874 door Pater Jules Chevalier in Issoudun in Frankrijk gesticht en behoort tot de MSC Groep.
In vereniging met Maria, Onze Lieve Vrouw van het Heilig Hart, wijden de Zusters zich volledig toe aan Jezus. Hij mag hen zenden, zoals God Jezus zond, om aan alle mensen het Goede Nieuws van Zijn barmhartige liefde te brengen. Het apostolaat van de Zusters wordt samengevat in hun motto: “Bemind zij overal het Heilig Hart van Jezus”. 
Over heel de wereld verspreid leven en werken er ongeveer 1300 zusters in 27 verschillende landen. 
In 1911 kwamen de Dochters van Onze Lieve Vrouw van het Heilig Hart naar Nederland. Eerst naar Waalwijk. In 1915 vestigden zij zich in Tilburg, in het Heilig Hartklooster (of Notre Dame) aan de Oloflaan. In 1932 vestigden zich Nederlandse zusters in Paramaribo (Suriname). Omdat de officiële naam van deze zusters te lang was voor het dagelijks spraakgebruik sprak men in Tilburg wel van 'Gutjesnonnen'. Dit omdat ze kappen droegen in de vorm van een hart; de inkeping aan de voorzijde leek op een gootje.  